# Бойценбург
Бойценбург (нім. Boizenburg) — місто в Німеччині, розташоване в землі Мекленбург-Передня Померанія. Входить до складу району Людвігслуст-Пархім.
Площа — 47,26 км2. Населення становить 10 722 ос. (станом на 31 грудня 2020).